# بنی‌قینقاع

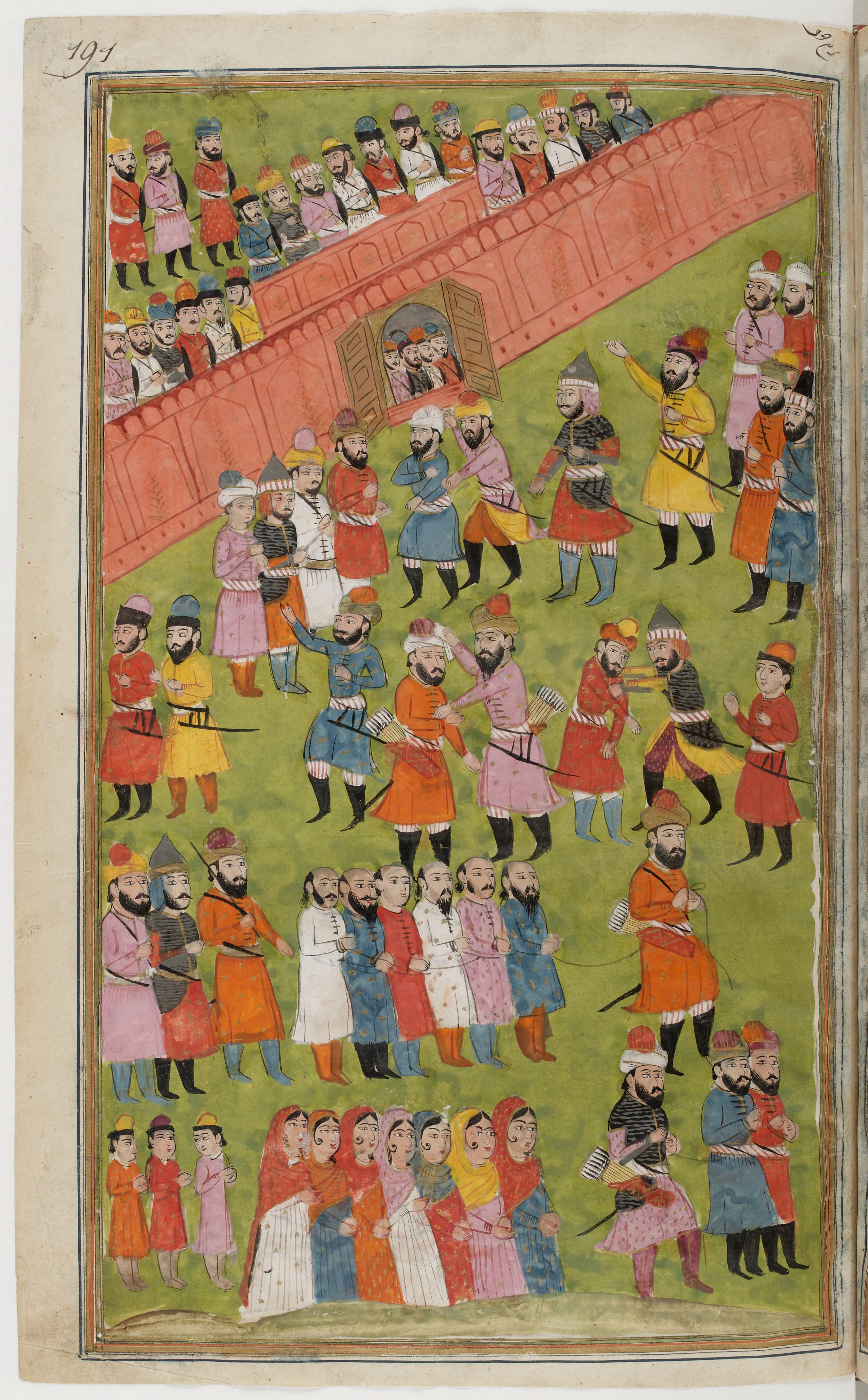
تصرف دژ بنی قینقاع. تصویر از حمله حیدری، اثر محمد رفیع بازیل.

بنی‌قَیْنُقاع (به عبری: שבט בני קינוקאע) قبیله‌ای از یهودیان مدینه در زمان پیامبر اسلام بود. این قبیله پیمان خود را با پیامبر اسلام شکستندو طی غزوه‌ای محاصره، تسلیم و تبعید شدند. برخی در یهودی‌تبار بودن آنان تردید کرده، آنان را از نسل عیسو (ادوم)، برادر یعقوب دانسته‌اند.
بنابر نقل‌های تاریخی میان بنی‌قینقاع و دیگر قبایل یهود (بنی‌قریظه و بنی‌نضیر) رقابت‌هایی وجود داشت. لذا هنگامی‌که یهودیان به‌دلایلی ناگزیر با دیگر قبایل عرب هم‌پیمان شدند، بنی‌قینقاع به‌رغم دو قبیله دیگر که به اوس پیوستند، با خزرج پیمان بست. بنی‌قینقاع در جنوب‌غربی مدینه می‌زیستند و دژ و بازاری معروف داشتند. و این سخن که آنان در مرکز مدینه مجتمع بودند، درست نیست. آنان برخلاف دیگر یهودیان در مدینه زمین کشاورزی و نخلستان نداشتند و زرگری از پیشه‌های مهم آنان بود.

## پیشینه تاریخی
آنان به قینقاع بن عمشیل بن منشی بن یوحنان بن بنیامین بن صارون بن نفتالی بن نافس بن حی بن موسی منسوب هستند که از نسل منشا بن یوسف نبی بن یعقوب نبی بن اسحاق نبی می‌باشند.
قبیلهٔ قینقاع از یهودیان عرب‌تباری بودند که پیش از بعثت در دژی بزرگ در یثرب ساکن بودند. حرفهٔ اصلی آنان زرگری و آهنگری بود و با قبیلهٔ خزرج پیمان اتحاد داشتند. در قلعهٔ ایشان بازار بزرگی برپا بود.
```
[
۲
]
```